# Energiesicherheit
Energieversorgungssicherheit bedeutet, dass die Energieversorgung nicht gefährdet ist. Dies bezieht sich sowohl auf die Menge der Energie (marktseitige Versorgungssicherheit) als auch durchgehende Verfügbarkeit (netzseitige Versorgungssicherheit wie Netzstabilität). Im Deutschen wird zuweilen auch die Sicherheit gegen Angriffe miteinbezogen. Häufig wird einfach von Energiesicherheit gesprochen. Auch wenn dies weniger präzise ist, ist aus dem Kontext gewöhnlich ersichtlich, dass der Begriff sich auf die Versorgung bezieht.
Die Energiepolitik zielt auf die Gewährleistung von Energieversorgungssicherheit ab, die durch eine Gestaltung der Rahmenbedingungen erfolgt. Energiesicherheit hat ökonomische, ökologische, soziale und geopolitische Bedeutung, weshalb die kurz- wie langfristige Gewährleistung der Energiesicherheit ein wichtiges Politikziel ist. Die jederzeitige Verfügbarkeit von Energie ist weltweit für alle Wirtschaftssubjekte (Privathaushalte, Unternehmen, Staat) für Produktion und privaten Verbrauch unentbehrlich. Die Energiesicherheit wird durch die vier Faktoren „Vorhandensein“ (englisch availability), „Erschwinglichkeit“ (englisch affordability), „Akzeptanz“ (englisch acceptability) und „Zugänglichkeit“ (englisch accessibility) charakterisiert. Energiesicherheit kann definiert werden als „Zustand der Wirtschaft, welcher die Deckung des aktuellen und perspektivischen Bedarfs der Verbraucher an Brennstoffen und Energie auf eine technisch wie wirtschaftlich sinnvolle Weise und entsprechend der Anforderungen des Umweltschutzes sicherstellt“.
Der Fokus der IEA ist im Wesentlichen auf Energiesicherheit, ökonomische Entwicklung und Umweltbewusstsein gerichtet.

## Begriffsgeschichte
Der Begriff der Energiesicherheit geht zurück auf die erste Ölkrise ab Oktober 1973, als die OPEC die Erdölförderung bewusst um 5 % drosselte und diese Angebotslücke zu einer drastischen Erhöhung der Ölpreise führte. Es gab Wochenendfahrverbote an autofreien Sonntagen. Eine zweite Begriffsebene brachte die Energiekosten in die Diskussion, die dritte Dimension berücksichtigte Aspekte wie etwa die Qualität der Energiedienstleistung oder Umweltverträglichkeit. Die Europäische Kommission wies im Jahre 2000 darauf hin, dass „eine Energiestrategie insbesondere darauf ausgerichtet sein muss, im Hinblick auf das Wohl der Bürger und der Wirtschaft sicherzustellen, dass Energieträger fortlaufend und zu für alle Verbraucher erschwinglichen Preisen auf dem Markt zur Verfügung stehen, ohne dass Umwelterwägungen und das Ziel einer nachhaltigen Entwicklung in den Hintergrund gedrängt werden“.
Die Energiesicherheit ist seit der ersten Ölkrise weltweit ein zentraler Bestandteil politischen Handelns. Stand zunächst die kurzfristige Versorgungssicherheit mit (günstigem) Erdöl sowie die Reduzierung der Abhängigkeit von ölexportierenden Staaten im Vordergrund, so wandelte sich im Laufe der Zeit die Wahrnehmung der Energiesicherheit. So kamen zum Beispiel die durch die Reichweite begrenzte Endlichkeit fossiler Energieträger und damit die langfristig gesehen unsichere Energiebasis der modernen Gesellschaft sowie Umweltprobleme durch konventionelle Energieträger neu hinzu. Daneben spielen heute auch weitere Aspekte wie z. B. die mögliche politische Erpressbarkeit durch energieträgerexportierende Staaten wie z. B. Russland oder die OPEC-Länder eine Rolle.
Ein weiterer Aspekt ist heute zudem die Gewährleistung einer auch in Zukunft unterbrechungsfreien Elektrizitätsversorgung in einer sich im Rahmen der Energiewende wandelnden Energiewirtschaft. Durch den damit einhergehenden forcierten Ausbau erneuerbarer Energien ergibt sich einerseits eine größere Energiesicherheit infolge geringerer Abhängigkeit von sich erschöpfenden herkömmlichen Energieressourcen sowie deren Exportstaaten, andererseits aber die Notwendigkeit die schwankende Produktion von Windkraft- und Photovoltaikanlagen durch geeignete Maßnahmen wie den Ausbau des Stromnetzes, den Einsatz schnell regelbarer Kraftwerke, Smart Grids und perspektivisch auch Speicherkraftwerke auszugleichen.

## Europäische Union
Gemäß Art. 194 Abs. 1 AEUV verfolgen die EU-Mitgliedstaaten unter anderem die Staatsziele der Sicherstellung des Funktionierens eines Energiemarkts, die Gewährleistung der Energieversorgungssicherheit in der Europäischen Union und die Förderung der Interkonnektion der Energienetze. In der EU ist die Energieintensität sehr hoch und gleichzeitig die Abhängigkeit von Importen fossiler Energie ebenfalls sehr hoch. Dabei ist zu berücksichtigen, dass die Importe meist aus politisch und sozio-ökonomisch instabilen Weltregionen (Naher Osten, Russland, Zentralasien) stammen. Beispielsweise importierten die EU-Staaten vor Beginn des Russischen Überfall auf die Ukraine im Jahr 2022 rund 25,7 % ihres Erdöls sowie 38,1 % ihres Erdgases aus Russland. Zudem stammten rund 40 % des angereicherten Urans für den Betrieb von Kernkraftwerken aus Russland sowie dem als kremltreu geltenden Kasachstan. Um die Versorgungssicherheit in Ungarn und der Slowakei sicherzustellen, die knapp bzw. gut die Hälfte ihres jeweiligen Strombedarfs mit Kernenergie decken, wurden im März und April 2022 Sondergenehmigungen erteilt, um unter Umgehung des nach Kriegsbeginn verhängten EU-Flugverbots für russische Flugzeuge Brennstäbe aus Russland einzufliegen.

### Deutschland
Das Energiesicherungsgesetz (EnSiG) trat im Januar 1975 in Kraft und soll gemäß § 1 Abs. 1 EnSiG den lebenswichtigen Bedarf an Energie für den Fall sichern, dass die Energieversorgung unmittelbar gefährdet oder gestört und die Gefährdung oder Störung der Energieversorgung durch marktgerechte Maßnahmen nicht, nicht rechtzeitig oder nur mit unverhältnismäßigen Mitteln zu beheben ist. Es ermöglicht unter anderem den Erlass von Vorschriften für Produktion, Transport, Lagerung, Verteilung, Abgabe, Bezug, Verwendung sowie für Höchstpreise von Erdöl und Erdölerzeugnissen und anderen Energieträgern, von elektrischer Energie und sonstigen Energien (§ 1 Abs. 1 Nr. 1 EnSiG).
Zweck des Energiewirtschaftsgesetzes (EnWG) ist nach § 1 Abs. 1 EnWG eine möglichst sichere, preisgünstige, verbraucherfreundliche, effiziente und umweltverträgliche leitungsgebundene Versorgung der Allgemeinheit mit Elektrizität, Gas und Wasserstoff, die zunehmend auf erneuerbaren Energien beruht. Das EnWG behandelt unter „sicher“ sowohl die Technologie als auch die Vorratshaltung. Energieanlagen sind nach § 49 Abs. 1 EnWG so zu errichten und zu betreiben, dass die technische Sicherheit gewährleistet ist. Energieversorgungsunternehmen mit einer Betriebsgröße von mehr als 100 Megawatt Nennleistung müssen gemäß § 50 Abs. 1 EnWG ständig Mineralöl, Kohle oder sonstige fossile Brennstoffe und Gas aus Flüssiggas als Vorrat halten, der 30 Tage Stromverbrauch deckt. Die Bundesnetzagentur führt in Abstimmung mit dem Bundesministerium für Wirtschaft und Energie gemäß § 51 Abs. 1 EnWG fortlaufend ein Monitoring der Versorgungssicherheit durch.
Die Betreiber von Übertragungsnetzen haben insbesondere durch entsprechende Übertragungskapazität und Zuverlässigkeit des Netzes zur Versorgungssicherheit beizutragen (§ 12 EnWG). Das gilt auch für die Betreiber von Fernleitungsnetzen (§ 15 EnWG). Investitionen, die der Versorgungssicherheit dienen, können nach § 21a EnWG durch Rechtsverordnung begünstigt werden. Auch bestehen Begünstigungen bezüglich des Planfeststellungsverfahren nach § 43b EnWG, wenn die Versorgungssicherheit berührt ist.
Die Versorgungssicherheit wurde seit 2008 durch das Bundesministerium für Wirtschaft und Technologie in Form eines Monitorings überwacht (§ 51 EnWG), worüber die Bundesnetzagentur berichtet (§ 63 EnWG). Das Bundesministerium für Wirtschaft und Technologie veröffentlichte zunächst alle zwei Jahre einen Bericht über die bei dem Monitoring der Versorgungssicherheit gewonnenen Erkenntnisse. Seit 2015 veröffentlicht es alle drei Jahre einen Fortschrittsbericht zur Energiesicherheit. Die Bundesnetzagentur ist seit 2021 allein für das Monitoring zuständig.
Stellt sich heraus, dass die Versorgungssicherheit mit den vorhandenen Anlagen und den getroffenen Maßnahmen zur Energieeffizienz nicht gesichert ist, kann die Bundesregierung durch Rechtsverordnung mit Zustimmung des Bundesrates den Bau neuer Kapazitäten oder Nachfragesteuerungsmaßnahmen verordnen (§ 53 EnWG).

#### Diskussion um Atomausstieg
„Stromlücke“ oder „Versorgungslücke“ sind politische Schlagwörter. Das Umweltbundesamt kam bereits 2008 in einer Studie zum Schluss, dass Szenarien zur „Stromlücke“ übertrieben erscheinen und dass es Alternativen gebe. Dieser Studie zufolge könnten die wegfallenden Kapazitäten der Kohle- und Kernkraftwerke durch Fortschritte bei der Effizienz, Neubau von effizienten Kohlekraftwerken und Kraftwärmekopplung und den Ausbau der Erneuerbaren Energien „spielend aufgefangen werden, sofern rechtzeitig politisch nachgesteuert“ werde. Dies ergaben auch Berechnungen des Aachener Technologie-Instituts ISuSI.
Auch der Monitoringbericht 2008 des Bundeswirtschaftsministeriums zur Versorgungssicherheit sah keine Gefahr eines Versorgungsengpasses bei planmäßigem Ausstieg aus der Kernenergie, selbst bei einem konservativ geschätzten Wachstum der Erneuerbaren Energien auf nur 23 Prozent bei der Bruttostromerzeugung bis 2020.
Dagegen sah eine 2008 von der Deutschen Energie-Agentur ausgearbeitete und von den großen Energieversorgungsunternehmen finanzierte Kurzanalyse zur Kraftwerks- und Netzplanung die entsprechenden Thesen als belegt an. Die Neutralität der Analyse war umstritten.
Nach der Bundestagswahl 2009 ging die schon im Wahlkampf zuvor geführte Diskussion weiter, ob eine Laufzeitverlängerung (LZV) für die seinerzeit 17 aktiven Kernreaktoren sinnvoll sei. Umweltschützer äußerten die Befürchtung, aufgrund von neuen Kapazitäten bzw. laufzeitverlängerten Kernkraftwerken könne der Ausbau erneuerbarer Energie-Anlagen ins Stocken kommen. Die Bundesregierung beschloss im Herbst 2010 eine LZV und brachte sie zügig durch das Gesetzgebungsverfahren.
Am 11. März 2011 begann die Nuklearkatastrophe von Fukushima. Wenige Tage später verkündete die Bundeskanzlerin einen radikalen Wechsel der deutschen Atompolitik. Acht der 17 Kernreaktoren wurden ausgeschaltet (siehe Atom-Moratorium) und verloren im August 2011 ihre Betriebsgenehmigung. Damit endete die Diskussion um den Atomausstieg schlagartig und ebenso die Diskussion, ob der Bau einiger neuer Kohlekraftwerke (Laufzeit von 30 bis 50 Jahren) trotz LZV noch sinnvoll sei. Seit dem Atomausstieg steht der nun erforderliche zügige Ausbau erneuerbarer Energien im Fokus. Im Zuge des Atomausstiegs überließ die Bundesregierung der Bundesnetzagentur die Entscheidung, ob es sinnvoll sei, ein ausgeschaltetes Atomkraftwerk als Kaltreserve einsatzbereit zu halten. Die Bundesnetzagentur verneinte diese Frage. Im Januar 2012 begann in ganz Europa eine etwa vierwöchige Kältewelle. Russland teilte mit, seine Gaslieferungen nach Westeuropa zu drosseln.
Anfang Januar 2012 musste der Block C des Kernkraftwerk Gundremmingen – Netto-Leistung 1.288 Megawatt – außerplanmäßig heruntergefahren werden, weil defekte Brennelemente ausgetauscht werden mussten. Dies glichen andere Kraftwerke aus, unter anderem österreichische Reservekraftwerke.
Deutschland blieb aber selbst während dieser Kältewelle zur Spitzenlast Nettostromexporteur. Im Tagesschnitt wurden 150 bis 170 GWh Strom exportiert, entsprechend der Erzeugung von 5 bis 6 großen Kernkraftwerksblöcken. In diesem Kontext wurde noch einmal gefragt, wie angespannt das Stromnetz sei.
Die Bundesnetzagentur und auch das Forum Netzintegration der Deutschen Umwelthilfe sahen die Situation gelassen. Die Netzbetreiber hätten sich gut auf die Wintermonate vorbereitet, wenn teilweise viel Wind-, aber wenig Sonnenstrom im Netz sei, so die Bundesnetzagentur. Nach ihren Informationen hielten die Stromnetzbetreiber Ende 2011 zwei Gigawatt Leistung als Reservekapazität vor – das sei ausreichend.
In der 2013 veröffentlichten Studie „Auswirkungen des deutschen Kernenergie-Ausstiegs auf den Stromaustausch mit den Nachbarländern“ wurde untersucht, welche Auswirkungen das Abschalten der Kernkraftwerke auf den Stromaustausch der Bundesrepublik mit den europäischen Nachbarn hatte. Demnach erhöhten sich die Importe im Frühjahr und Sommer 2011 kurzfristig; dies habe aber hauptsächlich an jahreszeitlichen Effekten und lange geplanten Kraftwerksrevisionen gelegen. Zudem handelte es sich um ein starkes Wasserkraftjahr in Schweden und Norwegen mit entsprechenden preisgünstigen Stromüberschüssen auf dem europäischen Markt. Der Ausstieg führte demnach nicht zu einem Mangel inländischer Kraftwerkskapazitäten.

#### Diskussion um erneuerbare Energien
Auch in der Diskussion um den verstärkten Einsatz erneuerbarer Energien ist das Thema Versorgungssicherheit ein kontroverses. Der Anteil der erneuerbaren Energien an der Stromerzeugung wächst kontinuierlich. Während im Jahr 2012 dieser 23 % erreichte, stammte im Jahr 2024 bereits 59,4 % des inländischen Stroms in Deutschland aus erneuerbaren Energiequellen. Eine wesentliche Eigenschaft erneuerbarer Energien ist die Tatsache, dass diese in Abhängigkeit von Wind bzw. Sonnenstand und Wetter in unterschiedlichem Umfang zur Verfügung stehen. Zur Sicherstellung der Versorgungssicherheit sind daher Investitionen in Netze, Speichertechnologien oder Schattenkraftwerke notwendig. In welchem Umfang hier Aufwände entstehen ist politisch umstritten.
Die Stromerzeugung durch Photovoltaik wirkt in Deutschland im Winter preismindernd und ausgleichend, führt jedoch im Sommer tendenziell zu Stromüberschüssen und negativen Preisen. Auch die Schaffung von virtuellen Kraftwerken kann die Versorgungssicherheit verbessern.

#### Diskussion um Importabhängigkeit von russischem Erdgas
Deutschland deckte bis April 2022 etwa je ein Drittel seines Erdgas- und Erdölbedarfs aus Russland und befindet sich damit in starker Abhängigkeit. In sechs EU-Mitgliedstaaten macht der Anteil russischen Gases an der Stromversorgung beinahe 100 Prozent aus. Polens Premierminister Donald Tusk kommentierte in diesem Zusammenhang, Europa sei energiepolitisch „versklavt“. EU-Energiekommissar Günther Oettinger räumte ein, Russland sitze in Hinsicht auf die Gaslieferungen „kurzfristig am längeren Hebel“.
Lieferausfälle könnte Europa nur kurz durchhalten, wie der Analyst Steffen Bukold ermittelte. Andere Exportländer wie Norwegen, Großbritannien, Libyen oder Algerien könnten demnach ihre Lieferungen nicht kurzfristig ausreichend erhöhen. Zugleich haben sich Russlands Einnahmen aus dem Export von Öl und Gas deutlich erhöht, gleichzeitig erhöhten sich auch die Militärausgaben, welche durch die Deviseneinnahmen leichter finanziert werden konnten. Allein die Einnahmen aus dem Export von Energierohstoffen machten 2012 rund die Hälfte der russischen Staatseinnahmen aus. Russland ist derzeit nicht mehr in der Lage, das aktuelle Förderniveau zu halten; die Produktion ist rückläufig. Hinzu kommt, dass Deutschland in Zukunft noch mehr als heute mit der Volksrepublik China, Japan und anderen ostasiatischen Staaten um die russischen Gaslieferungen werde konkurrieren müssen. Russland steht daher aufgrund politischer Instabilität und geologischer Verknappung nicht mehr als verlässlicher Lieferant zur Verfügung.
Eine Anfang 2014 vorgelegte Analyse der Energy Watch Group zeigt, dass eine Diversifizierung der Erdgaslieferländer nicht erfolgversprechend ist, um die Abhängigkeit von Russland zu reduzieren. Grund sei, dass auch andere Staaten als verlässliche Lieferanten mittelfristig ausfallen. So werde die Erdgasförderung in den USA in den kommenden Jahren wieder abnehmen. Nicht nur aufgrund politischer Instabilitäten, auch infolge zunehmender Bezugskonkurrenz mit Ostasien und damit einhergehender Preiskämpfe könne sich die EU nicht auf Erdgasimporte aus Nordafrika, dem Nahen und Mittleren Osten oder aus Kasachstan verlassen. Auch das Flüssigerdgas (LNG) könne keinen nennenswerten Beitrag zur Energieversorgung leisten, da es auf dem Weltmarkt keine verfügbaren Kapazitäten gebe, um den LNG-Import zu steigern. Als Alternative biete sich nur ein Ausbau der Biogas-Produktion und anderer erneuerbarer Energien an. Eine weitere Studie des Fraunhofer IWES bestätigte, dass ein forcierter Ausbau der erneuerbaren Energien die zu empfehlende Option zur Reduzierung der Importabhängigkeit von Erdgas sei.
Zudem werden Maßnahmen zur Steigerung der Energieeffizienz in Gebäuden und in der Industrie gefordert. Dadurch könne die Importabhängigkeit von russischem Gas halbiert werden.
Der ehemalige EU-Energiekommissar Günther Oettinger hatte Anfang 2014 Pläne vorgestellt, um die Abhängigkeit der EU von Russland zu verringern. Demnach sollen höhere europäische Gasvorräte eine Lücke von 50 bis 60 Tagen auch ohne Importe bedienen können. Die Kommission plant zudem EU-weite Notfallpläne und will Länder wie Norwegen oder Algerien zu höheren Liefermengen verpflichten. Der Bundesverband Erneuerbare Energie sowie Umweltverbände kritisierten die Pläne als nicht weitreichend genug. Stattdessen müssten Erneuerbare Energien ausgebaut werden und die Energieeffizienz verbessert werden.
Anfang 2014 wurde bekannt, dass der deutsche Energieversorger RWE den Verkauf seiner Öl- und Gastochter RWE Dea an die Luxemburger Investmentgesellschaft LetterOne Group unter Führung des russischen Oligarchen Michail Fridman beabsichtigt. Zudem soll der Gasspeicher Rehden bei Bremen von der BASF-Tochter Wintershall vollständig von Gazprom übernommen werden, einem vom russischen Staat kontrollierten Energiekonzern. Der Wintershall-Gasspeicher umfasst 20 Prozent der deutschen Speicherkapazität. Zusätzlich erhält Gazprom Beteiligungen an Erdgasspeichern im niedersächsischen Jemgum und im österreichischen Haidach, welcher ebenfalls zu den größten Gasspeichern Westeuropas gehört. Gazprom hätte damit erstmals Zugriff auf die Gasinfrastruktur in Deutschland. Über die Speicher-Transaktion hinaus überträgt Wintershall auch das bislang gemeinsam betriebene Erdgashandelsgeschäft in Deutschland vollständig an Gazprom. Dies sichert der russischen Regierung den Zugriff auf ein Fünftel der deutschen Gasspeicherkapazität und ein Fünftel des Gashandelmarktes. Von der Europäischen Kommission wurde diese Transaktion im Dezember 2013 ohne zusätzliche Auflagen genehmigt und soll bis Mitte 2014 vollzogen werden.
Am 30. März 2022 rief Bundesminister Robert Habeck in Abstimmung mit der EU die erste Stufe des Notfallplans Gas (Frühwarnstufe) aus, um die Versorgungssicherheit zu gewährleisten. Demzufolge sollen Vorsorgemaßnahmen erhöht werden, um für den Fall einer Eskalation seitens Russland gewappnet zu sein. Ein Krisenteam sei zusammengetreten.

#### Diskussion um dezentrale Stromversorgung mit Blockheizkraftwerken
Als Lösung für die gegenwärtig besonders im Winter eintretende Gefahr eines Stromengpasses wird nun der verstärkte Einsatz von Blockheizkraftwerken, insbesondere Mini-Blockheizkraftwerken diskutiert, weil diese genau dann besonders viel Strom produzieren, wenn auch besonders viel Wärmebedarf besteht, z. B. an kalten Winterabenden. Blockheizkraftwerke haben einen hohen Wirkungsgrad, da die bei der Stromerzeugung anfallende Wärme zum Heizen verwendet wird.

#### Diskussion um Kohlekraftwerke
Nach Ansicht von Umweltorganisationen sind zur Deckung der Stromnachfrage keine weiteren Kohlekraftwerke über die bereits im Bau befindlichen Kraftwerke hinaus mehr erforderlich, weil erneuerbare Energien und Energieeffizienz den Strombedarf decken könnten, auch wenn alte Kohlekraftwerke vom Netz gingen. Bislang hatten die Energieversorger diese Ansicht bestritten, allerdings werden immer mehr Kraftwerksprojekte zurückgezogen. „Kraftwerksprojekte fallen wie Dominosteine“, überschrieb das Handelsblatt im Februar 2010 einen Bericht über zahlreiche zurückgezogene Planungen neuer Kohlekraftwerke in Deutschland. Binnen 12 Monaten seien sieben Großprojekte abgesagt worden. Grund seien „immer wieder Proteste von Bürgern vor Ort“. Doch spielten auch wirtschaftliche Faktoren eine Rolle: „Angesichts des rasant wachsenden Anteils erneuerbarer Energien, deren Stromerzeugung stark schwankt, wird es immer schwieriger, ein Kohlekraftwerk über lange Zeiträume im Volllastbetrieb zu fahren. Das macht den Betrieb weniger wirtschaftlich“, konstatiert das Handelsblatt. Zudem lassen steigende Kosten für den Kraftwerksneubau, den Brennstoff Kohle und für Emissionszertifikate die Rentabilität neuer Kohlekraftwerke ebenso schrumpfen wie die Aussicht auf längere Laufzeiten der Atomkraftwerke. Der dänische Energiekonzern DONG investiert deshalb am Standort Deutschland statt in Kohlemeiler künftig lieber in Gaskraftwerke, berichtet die Financial Times Deutschland. Sie seien als flexibler Ausgleich für schwankende Strommengen aus Wind und Sonne die beste Alternative und emittierten zudem wesentlich weniger Kohlendioxid als Kohlekraftwerke.
Nach Ansicht des Sachverständigenrats für Umweltfragen sind weder längere AKW-Laufzeiten noch neue Kohlekraftwerke erforderlich. Der Rat warnte davor, dass durch signifikante Laufzeitverlängerungen für Atomkraftwerke Überkapazitäten im System entstehen. Die konventionellen Kraftwerke seien auf Dauer nicht mit der erneuerbaren Stromerzeugung vereinbar, da ihre Leistung nicht schnell genug an die Schwankungen der Wind- und Sonnenenergie angepasst werden kann. Das dauerhafte Nebeneinander von konventioneller und wachsender erneuerbarer Stromerzeugung würde das System ineffizient und unnötig teuer machen. Prof. Dr. Olav Hohmeyer, Mitglied im Sachverständigenrat, betont: „Für die Übergangszeit sind weder Laufzeitverlängerungen für Atomkraftwerke noch neue Kohlekraftwerke erforderlich. Die Brücke zu den erneuerbaren Energien steht bereits.“

#### Deutscher Energiemarkt
Spätestens seit der ersten Ölkrise ist deutlich, dass eine Versorgungssicherheit in Bezug auf Erdölprodukte nur eingeschränkt besteht. Zur Sicherstellung der Versorgungssicherheit haben daher die meisten Staaten Strategische Ölreserven angelegt, die Schwankungen der Versorgung ausgleichen sollen. Auch für Erdgas bestehen entsprechende Speicher. Die Kapazität beträgt in Deutschland mindestens den Verbrauch für 90 Tage.

### Österreich
Im Mai 2018 hat die Bundesregierung eine Klima- und Energiestrategie für Österreich („#mission 2030“) beschlossen. Im Hinblick auf die Umsetzung der „#mission2030“ und das Regierungsprogramm wird ein integrierter Netzinfrastrukturplan für den Bereich Strom und Gas zur Stärkung der bestehenden Versorgungs- und Energiesicherheit in Österreich erarbeitet.
Das Versorgungssicherheitsgesetz regelt in Österreich die Versorgungssicherheit im Strommarkt.

## Schweiz
Die staatliche Regulierungsbehörde Eidgenössische Elektrizitätskommission warnte bereits im Mai 2019 vor Stromrationierungen bei einem Totalausfall von russischem Erdgas.

## Wirtschaftliche Aspekte
Die zuverlässige Energieversorgung ist eine der wesentlichsten Grundlagen für eine funktionierende Wirtschaft und Gesellschaft. Energie ist gewissermaßen ein Produktionsfaktor, ohne den die Wirtschaft weder in der Produktion noch im Verbrauch verzichten kann. Soll die Wirtschaft funktionieren, ist eine jederzeitige Verfügbarkeit von Energie erforderlich. Diese jederzeitige Verfügbarkeit von Energie lässt sich in verschiedene Kategorien aufteilen:
| Energie       | Definition                                                     | Energieträger                                                                   |
| ------------- | -------------------------------------------------------------- | ------------------------------------------------------------------------------- |
| Primärenergie | Energie in ursprünglicher, noch nicht weiterverarbeiteter Form | Erdgas, Erdöl, Kohle, Sonnenstrahlung, Uran, Wind                               |
| Endenergie    | Energie in der dem Energieverbraucher gelieferten Form         | Erdgas, Fernwärme, Kraftstoffe, elektrischer Strom                              |
| Nutzenergie   | Energie in der vom Endverbraucher genutzten Form               | elektrisches Licht, Heizung, Kühlung, Antrieb von Kraftfahrzeugen und Maschinen |

Die jederzeitige Verfügbarkeit von Energie soll durch den Energiemarkt – einem Teilmarkt des Gütermarktes – sichergestellt werden. Marktteilnehmer beschaffen Primärenergie (Energieträger), Energieversorgungsunternehmen stellen Endenergie in Eigenerzeugung her oder importieren und lagern sie als Fremdfertigung für Energieverbraucher. Es ist die Aufgabe des Stromversorgers, die Verbraucher zuverlässig und preiswert mit elektrischem Strom zu versorgen. Anders als auf anderen Märkten ist Energie nur begrenzt und aufwändig transportfähig (Tankwagen, Tankschiff, Tankflugzeug) und lagerfähig (Kavernen für Erdöl, Erdgasspeicher, Kohlehalden, Biomasse), ihr Transport ist an Energienetze (Gasnetze, Leitungsnetze, Pipelines, Stromnetze) gebunden. Wegen dieser begrenzten Lagerfähigkeit fallen Energieerzeugung und Energieverbrauch meist zusammen. Dies erhöht – zum Beispiel im Vergleich zum Warenlager – das Lagerrisiko eines Lieferengpasses, wenn Energieversorger nicht sofort die vom Verbraucher aktuell benötigte Energie liefern könnten (Angebotslücke im Augenblick eines Nachfrageüberhangs). Diese Thematik bildet den Kern der Energiesicherheit.
Insbesondere energieintensive Wirtschaftssubjekte mit relativ hohen Energiekosten sind auf Energiesicherheit angewiesen. Bei ihnen wirkt sich ein Anstieg der Energiepreise (Strompreis, Ölpreis, Gaspreis) überproportional aus. Sie sind für diese Wirtschaftszweige ein Kostentreiber, der die Ertragslage erheblich beeinflussen kann. Steigende Energiepreise sind meist nicht auf Knappheit des Angebots zurückzuführen, sondern auf Angst und Spekulation.
Die Abkehr von fossilen Brennstoffen zu Gunsten einer Konzentration auf erneuerbare Energien macht die Produktion von Energie volatiler, weil bei erneuerbaren Energien die Witterungsbedingungen als Produktionsvoraussetzung hinzukommen. Die sofortige Verfügbarkeit ist bei Solarenergie, Wasserkraft oder Windenergie stark von der Wetterlage abhängig. Fehlt es an Sonnenschein (mindestens in der Nacht) oder Wind (bei Windstille), kann keine Solarenergie bzw. Windenergie erzeugt werden, lange Trockenheit beeinträchtigt die Erzeugung von Wasserkraft. Der Volatilität erneuerbarer Energien steht die hohe Eigenversorgung gegenüber. Ein hoher Selbstversorgungsgrad an Energieträgern senkt die Gefahr einer starken Importabhängigkeit, wie sie in Deutschland und anderen Staaten beim Energie- und Strommix vorhanden ist. Hier können politische Konflikte wie der Krieg in der Ukraine, durch den der Import vieler Staaten aus Russland die Versorgungssicherheit gefährdet oder behindert werden kann, die Versorgungssicherheit beeinträchtigen oder beseitigen. Im Winter 2009 führten Streitigkeiten um Erdgas zwischen Russland und der Ukraine dazu, dass die Versorgung einiger Unternehmen und Privathaushalte mitten im Winter unterbrochen wurde.
Die Energiesicherheit ist gefährdet, wenn es bei Eigenproduktion zu Betriebsstörungen kommt (Betriebsrisiko), bei Importen die exportierenden Staaten ein Exportverbot aussprechen (Erfüllungsrisiko) oder in den Energienetzen technische Probleme zu Netzstörungen führen (Transportrisiko). Kommt es beispielsweise zum unbeabsichtigten Stromausfall, fehlt es an Energiesicherheit.
Eine Kennzahl zur Messung der Energiesicherheit in einzelnen Staaten ist der International Energy Security Risk Index.